# 프란시스카 크로베토
프란시스카 발레리아 크로베토 차디드(스페인어: Francisca Valeria Crovetto Chadid, 1990년 4월 27일~)는 칠레의 사격 선수이다. 주 종목은 스키트로 2024년 하계 올림픽에서 여자 스키트 종목 금메달을 획득하였다. 그녀는 칠레 역사상 최초의 여성 올림픽 금메달리스트이다.